# Wujing, Guangdong
Wujing (kinesiska: 乌迳)  är en köping i sydöstra Kina. Den ligger i Nanxiong i staden Shaoguan i provinsen Guangdong,  omkring 270 kilometer nordost om provinshuvudstaden Guangzhou. Antalet invånare är 27 850. Befolkningen består av 14 025 kvinnor och 13 825 män. Barn under 15 år utgör 26,0 %, vuxna 15-64 år 61 %, och äldre över 65 år 11,0 %.